# 미와촌 (오카야마현 오쿠군)
미와촌(美和村)은 오카야마현 오쿠군에 있던 촌이다. 현재의 세토우치시의 일부에 해당한다.

## 역사
- 1889년 6월 1일 - 정촌제 시행에 의해 오쿠군 미와촌이 발족하였다.
- 1955년 3월 31일 - 고쿠부촌, 미유키촌과 합병, 정으로 승격해 오사후네정이 신설하여 폐지되었다.

## 참고문헌
- 角川日本地名大辞典 33 岡山県
- 『市町村名変遷辞典』東京堂出版、1990年。